# Latheticomyia tricolor
Latheticomyia tricolor är en tvåvingeart som beskrevs av Wheeler 1956. Latheticomyia tricolor ingår i släktet Latheticomyia och familjen Cypselosomatidae.
Artens utbredningsområde är Utah. Inga underarter finns listade i Catalogue of Life.